# Sierikowo
Sierikowo (ros. Сериково) – wieś (sieło) w Rosji, w obwodzie woroneskim, w rejonie buturlinowskim. W 2010 liczyła 435 mieszkańców.